# Melampus castaneus
Melampus castaneus är en snäckart som beskrevs av Mühlfeld 1818. Melampus castaneus ingår i släktet Melampus och familjen dvärgsnäckor. Inga underarter finns listade i Catalogue of Life.